# Saint-Léger-du-Bois
Saint-Léger-du-Bois – miejscowość i gmina we Francji, w regionie Burgundia-Franche-Comté, w departamencie Saona i Loara.
Według danych na rok 1990 gminę zamieszkiwały 563 osoby, a gęstość zaludnienia wynosiła 26 osób/km² (wśród 2044 gmin Burgundii Saint-Léger-du-Bois plasuje się na 414. miejscu pod względem liczby ludności, natomiast pod względem powierzchni na miejscu 388.).